# Жеко Праматаров
Жеко Г. Праматаров е български революционер, малкотърновски селски войвода на Вътрешната македоно-одринска революционна организация.

## Биография
Жеко Праматаров е роден на 12 май 1875 година в малкотърновското село Калово, тогава в Османската империя. Завършва първи клас и се занимава с бакалство. Присъединява се към ВМОРО и ръководи революционния комитет в родното си село. През Илинденско-Преображенското въстание е войвода на смъртна дружа и е подвойвода в четата на Дико Джелебов. Умира в село Равна гора.

## Памет
На Жеко войвода е наречена улица в квартал „Дървеница“ в София (Карта).